# 三井ガーデンホテル銀座五丁目
三井ガーデンホテル銀座五丁目（みついガーデンホテルぎんざごちょうめ、Mitsui Garden Hotel Ginza-gochome）は、東京都中央区銀座にあるホテル。三井ガーデンホテルの1つ。運営は三井不動産ホテルマネジメントである。

## 概要
三井ガーデンホテル銀座五丁目は、立地的には銀座エリアのほぼ中心部に位置する。最寄駅は東銀座駅で、JR有楽町駅や新橋駅へも徒歩圏の距離である。
銀座中央通りや日本橋が徒歩圏にある。建物内には伝統工芸・文化をアレンジしたアートを配している。建物内外のデザインで配慮されたのは、江戸文化で栄えた銀座らしさが盛り込まれている。

## 経緯
- 2017年（平成29年）12月8日 - ホテル着工
- 2019年（令和元年）
  - 6月30日 - ホテル竣工
  - 9月26日 - ホテルグランドオープン

## 建築概要
- 建物名称 - 三井ガーデンホテル銀座五丁目
  - 所在地 - 東京都中央区銀座五丁目13番15号
  - 地域地区 - 商業地域、防火地域、許容建蔽率80%、許容容積率800%・700%
  - 建築主 - 三井不動産株式会社 ホテル・リゾート本部
  - 設計者 - 株式会社久米設計
  - 施工者 - 東急建設株式会社
  - 建物用途 - ホテル（客室338室）、店舗、駐車場
  - 敷地面積 - 1,080.15m2[1]
  - 建築面積 - 950.00m2[1]
  - 延面積 - 13,500.00m2[1]
  - 構造 - 鉄骨造[1]
  - 基礎工法 - 直接基礎[1]
  - 階数 - 地上15階建[1]
  - 建物高 - 56.00m[1]
  - 工期 - 2017年（平成29年）12月8日～2019年（令和元年）6月30日[1]
  - 店舗数 - 不詳

## 主要施設
1階 - ホテルエントランス、ホテルロビー、店舗（物販）
2階 - ホテルレストラン・バー、大浴場、フィットネス
3階-15階 - ホテル客室338室

## アクセス
- 鉄道
  - JR山手線 - 有楽町駅銀座口、中央口・新橋駅銀座口、汐留口より徒歩約11分
  - 東京メトロ日比谷線・都営浅草線 - 東銀座駅より徒歩約2分
  - 東京メトロ銀座線・東京メトロ丸ノ内線 - 銀座駅より徒歩約4分
- タクシー・車
  - JR各線東京駅 - 八重洲口より約10分
  - 首都高速 - 銀座出入口より約2分、汐留出入口より約5分